# Зејнсвил (Охајо)
Зејнсвил (енгл. Zanesville) град је у америчкој савезној држави Охајо.

## Демографија
По попису из 2010. године број становника је 25.487, што је 99 (-0,4%) становника мање него 2000. године.
| Група             | 2000.          | 2010.          |
| Белци             | 21.740 (85,0%) | 21.330 (83,7%) |
| Афроамериканци    | 2.753 (10,8%)  | 2.472 (9,7%)   |
| Азијати           | 59 (0,2%)      | 100 (0,4%)     |
| Хиспаноамериканци | 202 (0,8%)     | 316 (1,2%)     |
| Укупно            | 25.586         | 25.487         |